# Werner Stamm

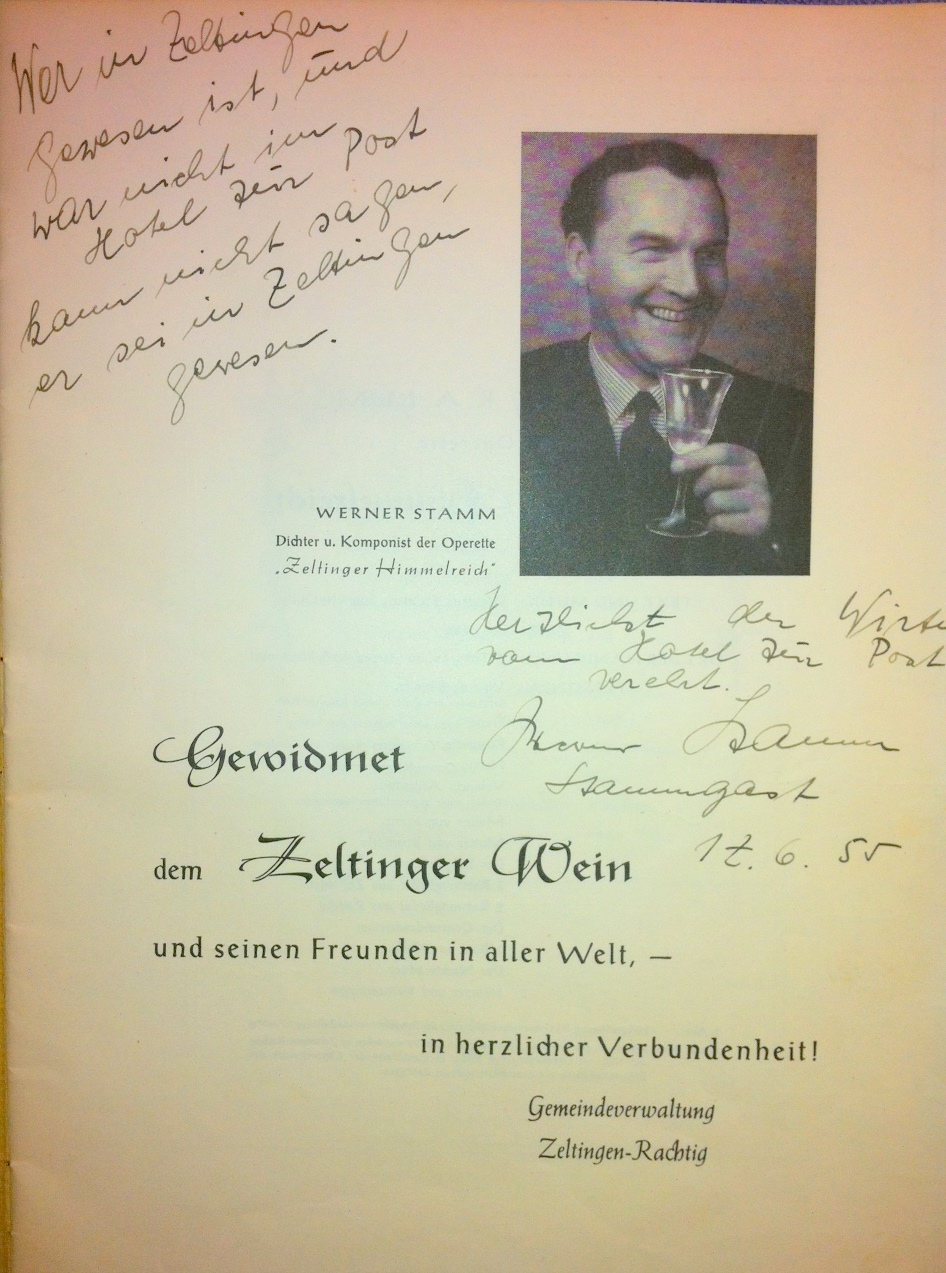
Eine Notiz von Werner Stamm betreffend der Premiere seiner Operette Zeltinger Himmelreich im Gästebuch des Hotels Nicolay zur Post 1955

Werner Stamm (* 6. März 1912 in Solingen; † 6. April 1993 ebenda) war ein deutscher Polizeikapellmeister und Komponist.
Werner Stamm wurde als Polizeimeister 1956 mit der Neugründung eines Polizeimusikkorps in Wuppertal beauftragt. Später wechselte er zum Musikcorps der Schutzpolizei Dortmund (heute Landespolizeiorchester Nordrhein-Westfalen). Dort trat er am 13. März 1972 als Polizeihauptkommissar in den Ruhestand. Als Komponist schrieb er unter anderem 1950 den Schlager Wenn das Wasser im Rhein goldner Wein wär’, der von Willy Schneider gesungen wurde, und 1955 die Operette Zeltinger Himmelreich, die seit Ende der 1980er Jahre wieder alle zwei Jahre in dem Weinort Zeltingen-Rachtig aufgeführt wird. Seine weiteren Werke umfassen Marschmusik wie den Meteor-Marsch und Unterhaltungsmusik.
Rechteinhaber des bekannten Trink- und Schunkelliedes ist inzwischen, mangels anderer Erben, das deutsche Bundesland Nordrhein-Westfalen.
Die Gemeinde Zeltingen-Rachtig beschloss 2012 anlässlich Stamms 100. Geburtstag, den Komponisten durch eine Gedenktafel zu ehren.